# Sea Mates
Sea Mates  è un cortometraggio muto del 1916 diretto da Francis Powers.

## Produzione
Il film fu prodotto dall'Universal Film Manufacturing Company (Big U).

## Distribuzione
Distribuito dall'Universal Film Manufacturing Company (Big U), il film uscì nelle sale cinematografiche USA il 2 novembre 1916.